# Doussié

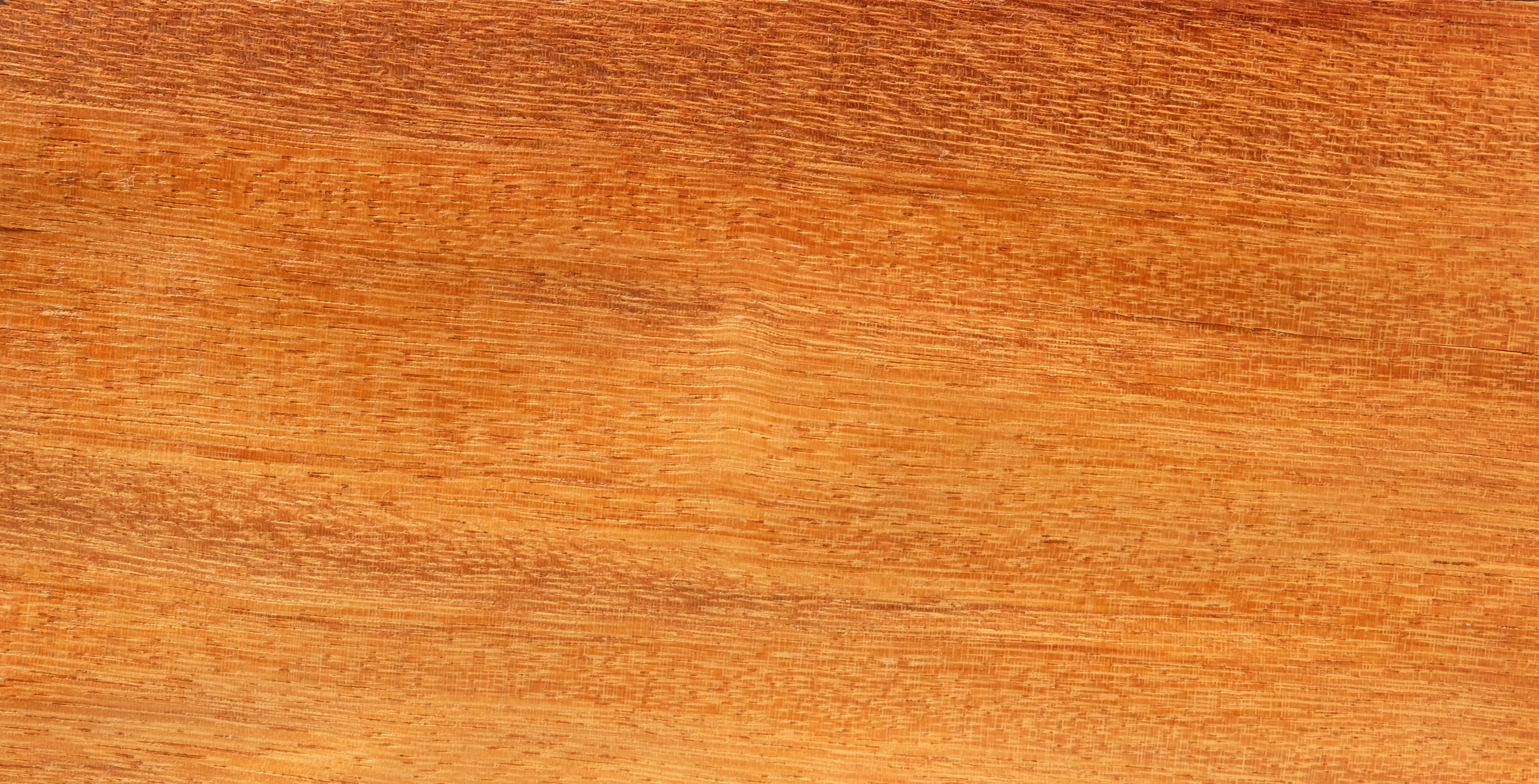
Aspect du bois poli (Afzelia africana).

Le doussié est un bois d'œuvre produit par différentes espèces d'arbres du genre Afzelia (Famille des Fabaceae, sous-famille des Caesalpinioideae) poussant en Afrique tropicale.
Les espèces concernées sont les suivantes : Afzelia africana Sm., Afzelia bella Harms, Afzelia bipindensis Harms, Afzelia pachyloba Harms, Afzelia quanzensis  Welw,. Le terme désigne également ces plantes (nom vernaculaire).

## Caractéristiques
- Provenance : Ghana, Nigeria, Cameroun, Côte d'Ivoire
- Couleur[1] : brun doré à brun rougeâtre, parfois veiné de sombre. Aubier différencié, mesurant de 3 à 7 cm d'épaisseur, de couleur blanc à jaune pâle[3].
- Poids spécifique : 800 kg/m3 (moyenne)
- Dureté[4]
  - échelle de Brinell : 4,5 kg/cm2
  - échelle Janka :  821 kg/cm2
- Retrait[1] : faible (coefficient de retrait volumique 0,44 %)
- Durabilité[1] :
  - champignons : classe 1 (très durable)
  - insectes de bois sec : risque limité à l'aubier (durable)
  - termites : classe D (durable)
- Nervosité : basse
- Oxydation :  élevée

## Applications
Le doussié est un bois très polyvalent, aux multiples applications. Il convient en particulier dans toutes les situations qui requièrent à la fois durabilité, stabilité et solidité,.
- construction navale (membrure, bordé et pont)
- menuiserie extérieure et intérieure
- escaliers (intérieurs)
- parquets
- lambris, revêtement extérieur
- ébénisterie, mobilier courant
- tonnellerie, cuverie
- charpente lourde, ossature
- bardeaux
- placage tranché